# 聖母子 (ギルランダイオ)
『聖母子』（せいぼし、伊: Madonna col Bambino、英: The Virgin and Child）は、15世紀イタリア・ルネサンス期の画家ドメニコ・ギルランダイオがおそらく1480-1490年ごろ、板上にテンペラで制作した絵画である。かつては工房の手になる作品であると考えられたが、洗浄により1480年代のギルランダイオの作品との類似性が明らかになり、画家自身が描いたものであることは間違いない。1924年にルードウィッヒ・モンドから遺贈されて以来、ナショナル・ギャラリー (ロンドン) に所蔵されている。

## 作品
個人礼拝用に描かれた本作で、ギルランダイオは、アーチで枠取られる開いた窓辺に聖母マリアを立たせている。幼子イエス・キリストは、あたかも説教をするかのように右手の親指を上げ、聖母を見ている。この仕草は、イエスの聖なる権威と将来の布教活動を示唆する
聖母子とも非常に輪郭のはっきりとした顔立ちをしており、それは同時期のフィレンツェ絵画の特徴である。ルネサンス期のフィレンツェ美術において、素描は大事なもので、精確な顔の描写には不可欠なものであった。赤外線を用いた本作の分析では、ギルランダイオの黒色顔料による下絵が明らかになっており、彼がどのように聖母の髪に掛かるベールやマントを描いたかが示されている。
聖母の赤いドレスの襞は、あたかも石から彫られたかのように幅広く硬い。イエスの身体の堅固さは聖母子の三次元性を強調しているが、これはフィレンツェ絵画の伝統を継承するもので、彼らが鑑賞者の前にいるかのような感覚を与える。イエスが立っている縞模様の布の大胆な色彩のために、鑑賞者の視線は前景に引きつけられる。さらに、イエスの右腕を優美に覆い、彼の陰部を隠すベールは窓敷居から垂れ下がり、鑑賞者の空間に入り込んでくる。
聖母の背後に開ける風景は理想化されているものの、自然の観察にもとづいており、霞んだ輪郭線により非常に遠くにあるように見える。画面右側に立つ木や小さな町は聖母の輪郭線に沿い、一方で山々の美しい稜線は遠くの地平線へと連なりながら、イエスの頭部を枠取り、ほとんど第二の光輪 (宗教美術) であるかのような機能を果たしている。
ギルランダイオが絵画技法を熟知していたことは、年数を経ても良好な状態を保つ多くの作品が物語っている。本作も、15世紀後半の作品としては例外的に保存状態が良い。そのため、イエスと聖母の髪を照らす光や、母子をつなぐ半透明のベールといった微妙な絵画的効果が今でも見られるのである。